# District du Venezuela
1821–1830
Entités précédentes :
- Capitainerie générale du Venezuela

Entités suivantes :
- État de Vénézuela

Le district du Nord, ou district de Venezuela, est une subdivision administrative de la Grande Colombie correspondant à l'actuel Venezuela, plus la région à l'est du río Esequibo, aujourd'hui au Guyana. La capitale du district est Caracas.
Le district est créé en 1824 et inclut tout le territoire de l'ancienne capitainerie générale du Venezuela, qui avec les districts de Nouvelle-Grenade et de Quito forment le territoire de la Grande Colombie.

## Histoire
En 1820 le district comprenait tout le territoire de l'ancienne capitainerie générale du Venezuela. Appelé département de Venezuela, il était divisé en provinces elles-mêmes divisées en cantons. Sa capitale était Caracas.
Après 1824, avec la Ley de División Territorial de la República de Colombia, le département de Venezuela est ramené à la seule région centrale, autour de Caracas. Son ancien territoire reçoit le nom de Distrito del Norte et englobe les départements nouvellement créés d'Apure, Venezuela et Zulia et de l'Orénoque.

## Divisions administratives
Selon la Ley de División Territorial de la República de Colombia du 25 juin 1824, le district du Venezuela comprend 4 départements et 12 provinces :
- Département de l'Orénoque
  - Province de Guayana
  - Province de Cumaná
  - Province de Barcelona
  - Province de Margarita
- Département de Zulia
  - Province de Coro
  - Province de Trujillo
  - Province de Mérida
  - Province de Maracaibo
- Département de Venezuela
  - Province de Caracas
  - Province de Carabobo
- Département d'Apure, créé en 1824[2]
  - Province de Barinas
  - Province d'Achaguas